# ZFC系統無法確定的命題列表
ZFC系統無法確定的命題列表乃一數學命題列表。在ZFC系統（ZF公理加上选择公理，公理化集合论之典範）被假設為相容的前提下，以下的數學命題被證明了與ZFC系統彼此獨立。與ZFC獨立（有時稱為在ZFC中不能確定）乃指該命題不能從ZFC的公理出發而被證明或證否。

## 公理化集合论
1931年，库尔特·哥德尔證明了第一個ZFC獨立結果，其為「ZFC本身之相容性，乃獨立於ZFC」（哥德尔不完备定理）。
而以下命題亦獨立於ZFC：

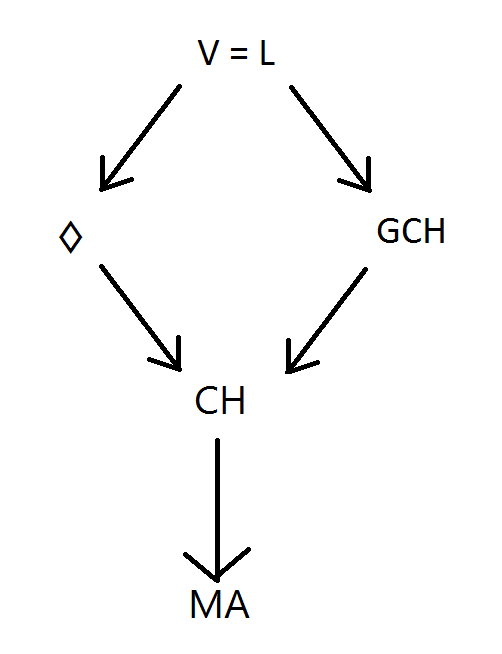
推導鏈之圖解

- 连续统假设（或稱CH；哥德尔製造了一個CH為真的ZFC模型，繼而證明了CH不能在ZFC中被證否；保罗·寇恩其後發明了力迫法去展示了一個CH為假的ZFC模型，證明了CH不能在ZFC中被證明；以下4條獨立性結果亦是來自哥德尔/寇恩。）；
- 广义连续统假设 (GCH);
- 可構造性公理（英语：Axiom of constructibility） (V = L);
- 鑽石原則 （Diamond principle）(◊);
- 馬丁公理 （Martin's axiom）(MA);
- MA + ¬CH. (獨立性由Robert M. Solovay及Stanley Tennenbaum證明[1]）

我們有以下之推導鏈：
V = L → ◊ → CH.
V = L → GCH → CH.
CH → MA
另一個亦為獨立於ZFC的命題是：
如果集合S 的元素少於集合T（在勢的意義上），那麼S的子集合少於T。
好一些與大基數存在性有關的命題，並不能在ZFC中被證明（以ZFC為相容的前提下）。它們與ZFC的彼此獨立，以ZFC的相容性為前提，而這是大部份集合論學者所相信的情況。這些命題可以足夠強以致能證明ZFC的相容性。這亦帶出了它們與ZFC相容並不能被ZFC所證明（透過哥德尔不完备定理）的結果。以下這些命題皆歸入此類：
- 不可達基數的存在性
- Mahlo基数的存在性
- 可測基數（measurable cardinal）（首先由烏拉姆所猜想）的存在性
- 超緊致基數（英语：supercompact cardinal）的存在性

### 假設合適大基數相容的情況下
若默认了一个合适的大基数的相容性，那么以下命题可以被证明是独立于ZFC公理的：
- Proper forcing axiom（英语：Proper forcing axiom）
- Open coloring axiom（英语：Open coloring axiom）
- Martin's maximum（英语：Martin's maximum）
- Existence of 0#
- Singular cardinals hypothesis（英语：Singular cardinals hypothesis）
- 射影決定性（英语：Projective determinacy）（在不假定选择公理的狀況下，甚至完全的決定公理也適用此）

## 實數線上的集合論
有很多實數線上的基數不變量跟测度理論與贝尔纲定理相關的好些命題有所連結，而其獨立於ZFC。當非平凡的關係可以在他們之間被證明，大部份的基數不變量皆介於ℵ1與2ℵ0之間。這是一個實數線集合論的主要研究範圍（見Cichoń's diagram）。MA有一個趨勢使得大部份有趣的基數不變量皆等於2ℵ0。
A subset X of the real line is a strong measure zero set if to every sequence (εn) of positive reals there exists a sequence of intervals (In) which covers X and such that In has length at most εn. Borel's conjecture, that every strong measure zero set is countable, is independent of ZFC.
A subset X of the real line is {\displaystyle \aleph _{1}}-dense if every open interval contains {\displaystyle \aleph _{1}}-many elements of X. Whether all {\displaystyle \aleph _{1}}-dense sets are order-isomorphic is independent of ZFC.

## 序理论
蘇斯林問題（Suslin's problem）提出一個指定的特性列表能否刻画一個實數R的有序集合。這是在ZFC中未決的。 一条 Suslin line 是指一个满足该指定的特性列表但不与R序同构的有序集。鑽石原則證明了Suslin line的存在性，而MA + ¬CH 推導出EATS（every Aronszajn tree is special；每一個Aronszajn tree皆為特別）， 而推導出（但不等價於）Suslin line的不存在性。Ronald Jensen證明了CH並不推出Suslin line的存在性。
假設不可達基數的相容性之前提下，Kurepa tree的存在性與ZFC獨立。
Existence of a partition of the 序数 {\displaystyle \omega _{2}} into two colors with no monochromatic uncountable sequentially closed subset is independent of ZFC, ZFC + CH, and ZFC + ¬CH, assuming consistency of a Mahlo cardinal.  This theorem of Shelah answers a question of H. Friedman.

## 数论
「一個人能否寫下一個具體的多項式p ∈ Z[x1,...x9]使得命題『存在著整數m1,...,m9 使得 p(m1,...,m9)=0』為無法被ZFC證明或證否（假設ZFC相容）」。這來自尤里·马季亚谢维奇對希爾伯特第十問題的解析；這多項式被建構使得它有整數根若且唯若ZFC乃不相容。

## 测度理論
富比尼定理對於正函數的一個更強版本，當中該函數不再假設為可被測度而僅僅那2個迭代積分有明確定義並存在，為獨立於ZFC。另一方面，CH意味了存在著一個單位平方上的函數，其迭代積分不相等——該函數只為「等價於勢ω1良序关系的[0, 1]序」之指示函数。類似例子可以以MA去構建。另一方面，強富比尼定理的相容性由Harvey Friedman首次展示。它亦可以由Freiling's axiom of symmetry的一個變種推導而出。

## 拓扑学
正規Moore Space猜想（每一個正規的Moore Space皆為可度量），能夠在假設CH或MA + ¬CH的情況下被證否，而能夠在假設一個意味大基數存在性的公理的情況下被證明。因此，granted large cardinals, 正規Moore Space猜想獨立於ZFC。